# Volcán Siete Orejas
Volcán Siete Orejas är en vulkan i Guatemala.   Den ligger i departementet Departamento de Quetzaltenango, i den sydvästra delen av landet, 120 km väster om huvudstaden Guatemala City. Toppen på Volcán Siete Orejas är 3 370 meter över havet.
Terrängen runt Volcán Siete Orejas är bergig åt sydväst, men åt nordost är den kuperad. Runt Volcán Siete Orejas är det tätbefolkat, med 397 invånare per kvadratkilometer. Närmaste större samhälle är Quetzaltenango, 10,9 km öster om Volcán Siete Orejas. I omgivningarna runt Volcán Siete Orejas växer i huvudsak städsegrön lövskog.